# Hubert Huveners
Hubert Mathieu Huveners (As, 22 juli 1808 - Tongeren, 31 juli 1880) was een Belgisch volksvertegenwoordiger.

## Levensloop
Huvener was een zoon van Jean Huveners, meier en rechtbanksecretaris in As, vrederechter voor het kanton Mechelen in Limburg, en van Christine Stryckers. Hij trouwde opeenvolgend met Pauline De Voet en Stéphanie D'Huyvetter.
Gepromoveerd tot doctor in de rechten (1833) aan de Universiteit van Luik, werd hij rechter bij de rechtbank van eerste aanleg in Tongeren (1837-1873). 
Hij werd provincieraadslid voor Limburg en 1842 en gemeenteraadslid van Tongeren in 1873.
In 1841 werd hij verkozen tot katholiek volksvertegenwoordiger voor het arrondissement Maaseik, een mandaat dat hij vervulde tot in 1848. Na de goedkeuring van de wet op de onverenigbaarheden verkoos hij zijn ambt als magistraat en verliet het parlement.